# MÁV-Baureihe V60
Die MÁV-Baureihe V60 war eine stangenbetriebene elektrische Lokomotive der ungarischen Staatsbahn Magyar Államvasutak (MÁV) und nach dem System Kandó arbeitende serienmäßig gebaute Elektrolokomotive.

## Geschichte
Gleichzeitig mit der MÁV-Baureihe V40 fertigten die Ganz-Werke in Budapest eine sechsachsige Elektrolokomotive nach dem System Kandó für den Güterzugdienst. Daher war der Fahrzeugteil und der elektrische Teil dem der Baureihe V40 ähnlich.
Die Lokomotiven wurden im Güterzugdienst auf der elektrifizierten Strecke Budapest–Hegyeshalom eingesetzt. Nach vier- bis fünfjährigem Betrieb nahmen die Kosten für die Wartung des mechanischen Getriebes stark zu. Die Lokomotiven mussten nach etwa 50.000 km wegen Einstellung des Stangenantriebes aus dem Betrieb genommen werden. Das und die Tatsache, dass die Kurbeln des Antriebsmotors nach etwa 500 000 km wegen Kurbelzapfenrissen ausgetauscht werden mussten, führten in Ungarn zu Bestrebungen, elektrische Lokomotiven mit Einzelachsantrieb zu entwickeln. Dazu kam es erst nach dem Zweiten Weltkrieg mit der Reihe V55.
In den 1960er Jahren wurde das Bahnstromsystem in Ungarn einheitlich auf 25 kV 50 Hz Wechselstrom umgestellt. Das war der Grund, die Kandó-Lokomotiven auszumustern und durch neuere Baureihen zu ersetzen. Von der Baureihe blieb die V60,003 erhalten. Sie stand jahrelang auf dem Gelände der Universität Budapest ausgestellt und ist jetzt im Bahnpark Budapest hinterstellt.

## Technische Merkmale
Der prinzipielle Aufbau der Lokomotive entspricht dem der Reihe V40. Die elektrische Ausrüstung ist dem der V40 gleich.
Der Unterschied zu dieser Baureihe ergibt sich aus dem Fahrwerk. Alle sechs angetriebenen Achsen verfügten über ein Seitenspiel. Die erste und dritte, weiterhin die vierte und sechste Achse waren durch je einen an ihren Enden als Kugelzapfen ausgebildeten Hebel miteinander verbunden. Dessen Drehpunkt saß auf dem Lokomotivrahmen. Diese Anordnung gewährleistete eine sichere Kurvengängigkeit der Lokomotive.
Das Triebwerk der Lokomotive stimmte bis auf die Abmessungen der Kuppelstangen mit dem der Baureihe V40 überein. Die Tragfedern sämtlicher Achsen befand sich unter denen und entsprach den Normen der MÁV. Die Achslagergehäuse von je drei Treibrädern waren durch eine mit Ausgleichshebel versehene Aufhängevorrichtung verbunden, so dass der Lokomotivrahmen an vier Aufhängevorrichtungen hing und jeder Hauptträger als ein Zweistützenträger funktionierte.